# Juan Crisóstomo Torrico
Juan Crisóstomo Torrico   (Lima, 21 de gener de 1808 - París, 27 de març de 1875) va ser un militar i polític peruà. Va lluitar en les fases finals de la guerra de la independència peruana i durant la guerra contra la Confederació Perú-Boliviana. Va ser President de facto del Perú durant un breu període en 1842. Després va ser ministre d'Hisenda i de Guerra al govern de José Rufino Echenique, i es va beneficiar de l'escàndol de la consolidació. Va viatjar a Europa com a ministre plenipotenciari i es va radicar a París, on va morir.